# Amatole
Amatole (officieel Amatole District Municipality) is een district in Zuid-Afrika.
Amatole ligt in de provincie Oost-Kaap en telt 892.637 inwoners.

## Gemeenten in het district[4]
- Amahlati
- Groot Kei
- Mbhashe
- Mnquma
- Ngqushwa
- Raymond Mhlaba